# Thomas Fahnemann
Thomas Fahnemann (* 14. März 1961 in Frankfurt am Main) ist ein deutscher Kaufmann und Manager.

## Leben
Fahnemann studierte Betriebswirtschaft in Mainz und durchlief ein Executive-MBA-Programm an der Northwestern University in Chicago.
Er startete seine Berufslaufbahn bei Hoechst in Frankfurt, wo er später Führungspositionen im In- und Ausland wahrnahm. 1995 ging er in die USA, um für die – damals mit Hoechst eng verbundene – Trevira GmbH unter anderem den Verkauf des Fasergeschäfts zu verantworten. 1998 wurde er Chief Operating Officer der KoSa in Houston, Texas. 2003 kehrte er nach Europa zurück, um die ebenfalls auf Industriefasern spezialisierte Lenzing AG in Österreich als Vorstandsvorsitzender zu leiten.
Am 1. Januar 2009 wechselte er als Vorstandsvorsitzender zur österreichischen RHI AG, die unter anderem feuerfeste Produkte für alle industriellen Hochtemperaturprozesse fertigt. Sein Vorgänger war Andreas Maier. Die RHI leidet als Zulieferer der Stahl- und Baubranche stark unter den realwirtschaftlichen Auswirkungen der Finanzkrise und wies im 1. Halbjahr 2009 einen Umsatzrückgang um 25 Prozent aus. Fahnemann führte zügig Kostensenkungsmaßnahmen, unter anderem Personalabbau, durch und separierte Konzernsparten zu selbständigen Profit-Centern.
Thomas Fahnemann hat am 20. August 2010 den Aufsichtsrat der RHI AG darüber informiert, dass er mit sofortiger Wirkung aus persönlichen Gründen aus dem Unternehmen ausscheiden möchte. Der Aufsichtsrat hat seinem Wunsch entsprochen und eine einvernehmliche Auflösung wurde erzielt.
Mit Wirkung zum 1. Dezember 2010 wurde Fahnemann vom Aufsichtsrat der Semperit AG zum stellvertretenden Vorstandsvorsitzenden bestellt. Er wurde durch die Hauptversammlung der Gesellschaft am 14. April 2011 zum Vorstandsvorsitzenden und Nachfolger von Rainer Zellner bestellt. In dieser Funktion leitet er die Sektoren Medizin und Industrie verantwortet zudem die Bereiche Unternehmensentwicklung, Personal, Compliance, Kommunikation, Beschaffung und Logistik. Am 26. April 2016 wurde das Mandat bis zum 31. Dezember 2019 verlängert. Am 15. März 2017 legte er seine Funktion mit sofortiger Wirkung zurück.
Im August 2022 übernahm er die Position des CEO der  Glatfelter Corporation, einem weltweit agierenden Hersteller von Spezialpapieren.